# Riccardo Zucchi
Riccardo Zucchi (Castelnuovo di Garfagnana, 31 dicembre 1957) è un medico e biochimico italiano, dal 29 ottobre 2022 rettore dell'Università di Pisa.

## Biografia
Nel 1982 si è laureato in Medicina e Chirurgia presso l'Università di Pisa quale allievo della Scuola Superiore "Sant'Anna". Nel 1985, dopo un periodo di studi a Londra, in qualità di ricercatore, ha ottenuto la specializzazione in malattie dell'apparato cardiovascolare presso l'Università di Pisa e il perfezionamento presso la Scuola Superiore "Sant'Anna".
Ricercatore presso la Scuola "Sant'Anna" fino al 2000, successivamente è diventato professore associato di biochimica presso l'Università di Pisa e, nel 2005, professore ordinario nel medesimo ateneo.
Nel corso della sua carriera accademica è stato presidente del corso di laurea in Medicina e Chirurgia e, dal 2019 fino alla sua nomina a rettore, presidente della Scuola di Medicina dell’Università di Pisa.
Nel 2025, durante il suo mandato di rettore, ha interrotto i rapporti con due università israeliane, per solidarietà verso i palestinesi. 

## Interessi di ricerca
Riccardo Zucchi si occupa principalmente di biochimica, in particolare di metabolismo energetico e di biochimica cardiovascolare. È autore di oltre 200 pubblicazioni su riviste internazionali ed è membro di numerose società scientifiche italiane.